# هوم‌کامینگ (فیلم ۲۰۱۹)
هوم‌کامینگ (انگلیسی: Homecoming؛ یا HΘMΣCΘMING) یک کنسرت فیلم در سال ۲۰۱۹ در مورد خواننده آمریکایی بیانسه و اجرایش در جشنواره موسیقی و هنر دره کواچلا ۲۰۱۸ است که توسط خود بیانسه نوشته، تهیه‌اجرایی و کارگردانی شده‌است. این فیلم در ۱۷ آوریل ۲۰۱۹ بر روی نتفلیکس پخش شد.